# Woiwodschaft Masowien

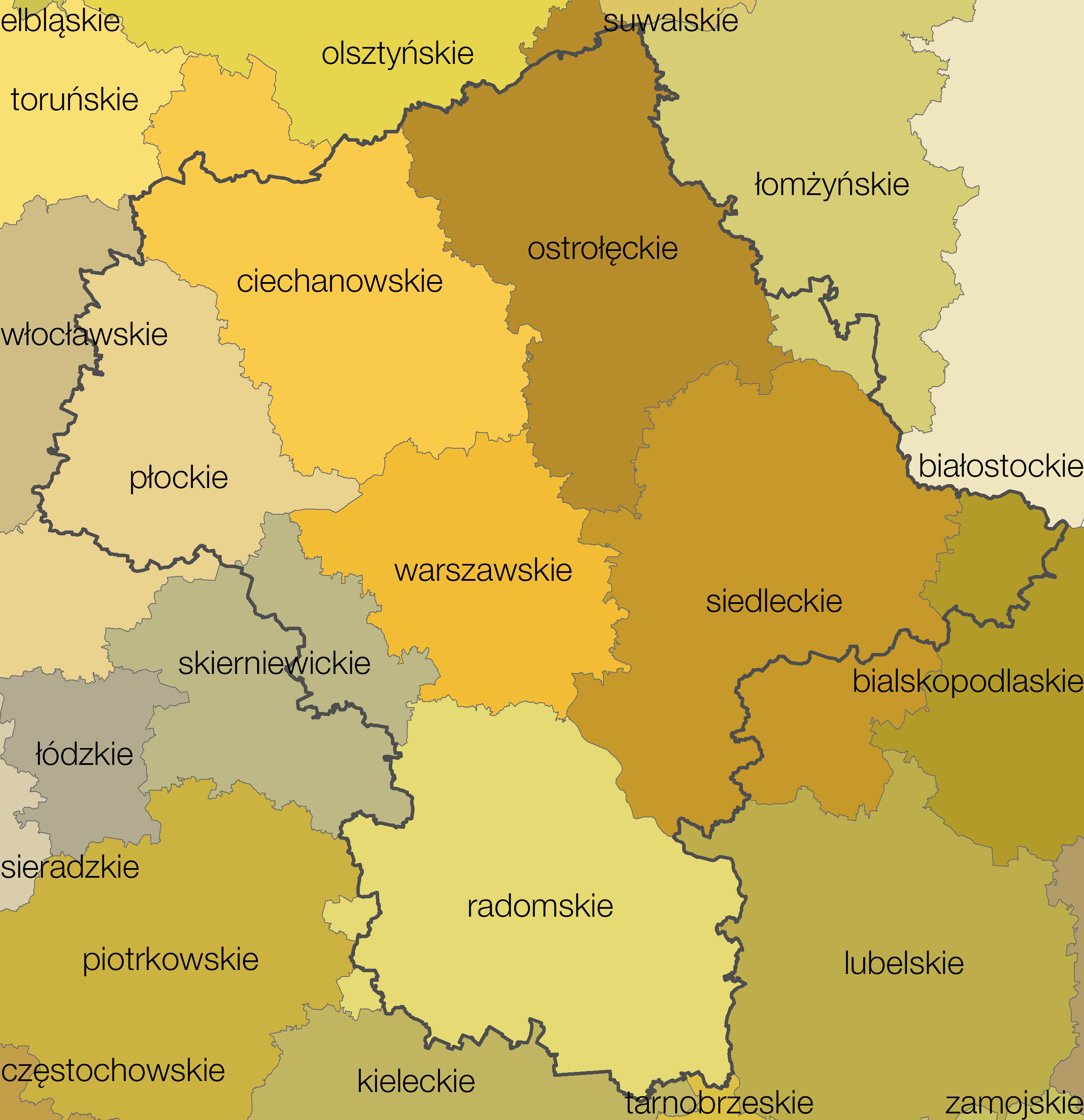
Aufteilung Masowiens in ehemalige Woiwodschaften

Die Woiwodschaft Masowien (polnisch województwo mazowieckie) ist eine von 16 Woiwodschaften, in die die Republik Polen gegliedert ist. Sie umfasst das Gebiet um die Hauptstadt und größte Stadt Polens, Warschau. Der Name der Woiwodschaft leitet sich von der historischen Landschaft Masowien ab. Daneben hat das Territorium der heutigen Woiwodschaft auch größere Anteile an den historischen Regionen Kleinpolen und Podlachien.

## Geschichte
Die Woiwodschaft Masowien ging bei der polnischen Gebietsreform im Jahr 1999 überwiegend aus den ehemaligen Woiwodschaften Warschau, Płock, Ciechanów, Ostrołęka, Siedlce und Radom hervor. Einzelne Gemeinden waren zuvor Bestandteile der damaligen Woiwodschaften Skierniewice, Biała Podlaska und Łomża.

## Wappen
Beschreibung: In Rot ein goldbewehrter und -geständerter und -gezungter silberner Adler.

## Verwaltungsgliederung
Die Woiwodschaft Masowien ist in 37 Landkreise und fünf kreisfreie Städte unterteilt. Sie bilden zwar unter ihrem Namen ebenfalls einen Landkreis, gehören ihm aber selbst nicht an.

### Kreisfreie Städte
- Warschau 1.794.166; 517 km²
- Ostrołęka 51.656; 29 km²
- Płock 118.268; 88 km²
- Radom 209.296; 112 km²
- Siedlce 77.813; 32 km²

### Landkreise
- Białobrzegi 33.329; 639 km²
- Ciechanów 88.891; 1.060 km²
- Garwolin 108.634; 1.284 km²
- Gostynin 44.581; 615 km²
- Grodzisk Mazowiecki 97.462; 367 km²
- Grójec 97.979; 1.268 km²
- Kozienice 59.592; 916 km²
- Legionowo 119.882; 391 km²
- Lipsko 33.598; 740 km²
- Łosice 30.556; 772 km²
- Maków Mazowiecki 44.438; 1.064 km²
- Mińsk Mazowiecki 154.951; 1.164 km²
- Mława 72.269; 1.182 km²
- Nowy Dwór Mazowiecki 79.265; 695 km²
- Ostrołęka 88.497; 2.098 km²
- Ostrów Mazowiecka 71.790; 1.218 km²
- Otwock 124.283; 616 km²
- Piaseczno 190.606; 621 km²
- Płock 110.742; 1.797 km²
- Płońsk 86.671; 1.380 km²
- Pruszków 166.679; 246 km²
- Przasnysz 52.101; 1.219 km²
- Przysucha 41.126; 801 km²
- Pułtusk 51.741; 827 km²
- Radom 152.190; 1.530 km²
- Siedlce 81.385; 1.603 km²
- Sierpc 51.534; 852 km²
- Sochaczew 84.804; 735 km²
- Sokołów 53.294; 1.131 km²
- Szydłowiec 39.340; 452 km²
- Warschau West 120.144; 534 km²
- Węgrów 65.410; 1.221 km²
- Wołomin 252.408; 953 km²
- Wyszków 74.210; 876 km²
- Zwoleń 35.875; 574 km²
- Żuromin 38.202; 807 km²
- Żyrardów 75.370; 532 km²

(Einwohner und Fläche am 31. Dezember 2020)

## Geographie

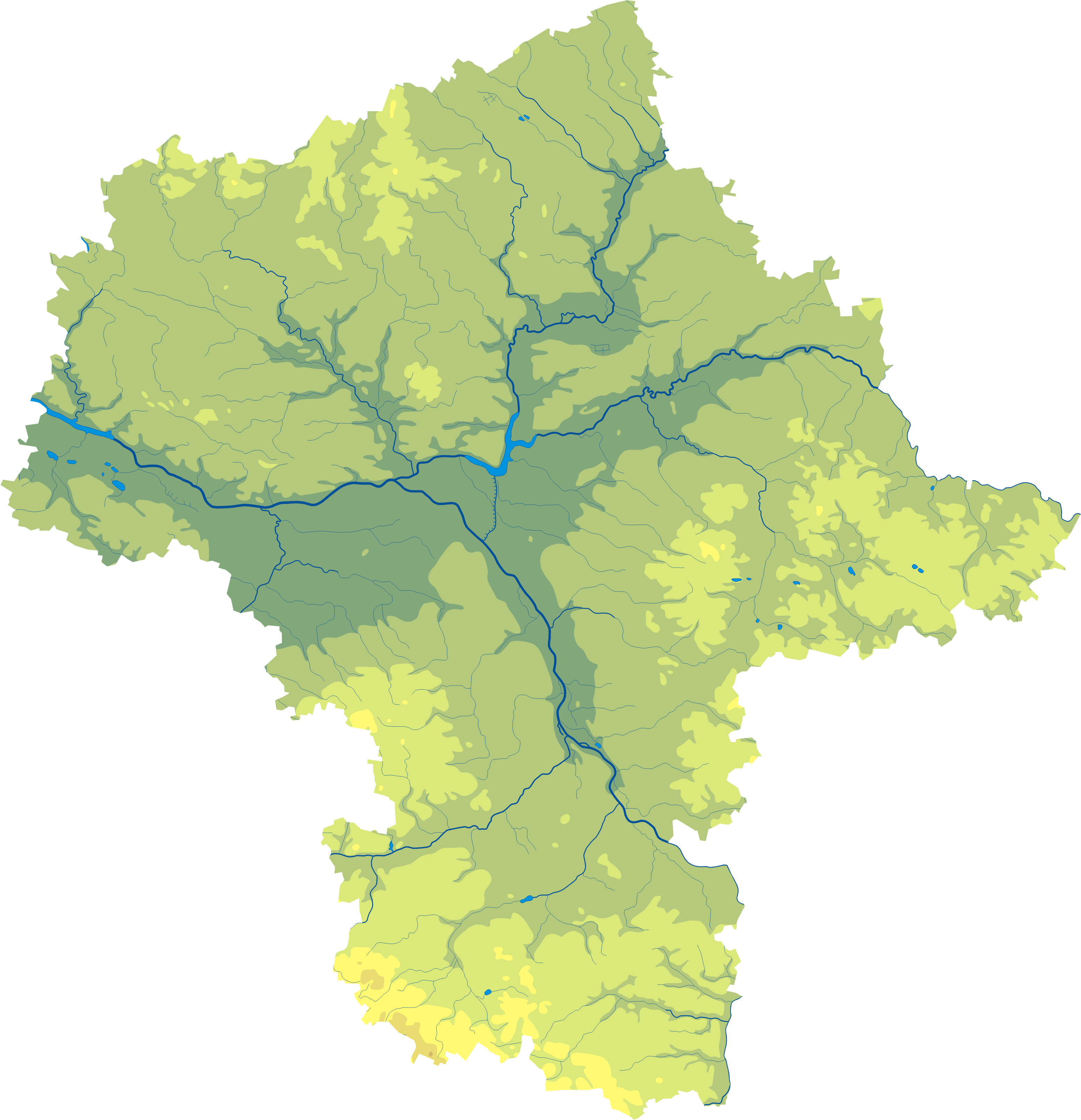
Topographie der Woiwodschaft Masowien

Masowien ist flächenmäßig die größte Woiwodschaft Polens und liegt zum größten Teil in der Mittelpolnischen Tiefebene (Niziny Środkowopolskie) zu beiden Seiten der mittleren Weichsel. Dabei umfasst sie insbesondere die Nord- und die Mittelmasowische Tiefebene (Nizina Północnomazowiecka und Nizina Środkowomazowiecka). Im mittleren Teil Masowiens beginnt das Warschau-Berliner Urstromtal. Entlang der Weichsel gibt es fruchtbares Schwemmland, viele Gebiete nördlich davon weisen aber lediglich humusreichen Sandboden auf.
Im Süden der Mittelpolnischen Tiefebene befindet sich mit dem Südmasowischen Hügelland (Wzniesienia Południowomazowieckie) die Übergangszone zur Kleinpolnischen Hochland (Wyżyna Małopolska). Ganz im Süden der Woiwodschaft ragt als Teilregion des Kleinpolnischen Hochlandes das Kielcer Hochland (Wyżyna Kielecka) in ihr Territorium herein, wo sich mit dem 408 Meter hohen Berg Altana der höchste Punkt Masowiens befindet.

### Gewässer
Mitten durch Masowien sowie durch die Hauptstadt Warschau fließt auf einer Länge von rund 320 Kilometern die Weichsel.
Weitere bedeutende Flüsse der Region sind:
- Bzura
- Liwiec
- Narew
- Pilica
- Radomka
- Westlicher Bug
- Wkra

### Klima
Das Klima Masowiens ist vorwiegend kontinental geprägt. Die Jahresdurchschnittstemperaturen erreichen durchschnittlich zwischen 7 °C im Nordosten der Woiwodschaft und 9,2 °C im Umland von Warschau. Die jährliche Niederschlagsmenge variiert innerhalb der Woiwodschaft zwischen 500 und 600 mm, erreicht im Süden jedoch lokal auch Mengen von lediglich 420 bis 450 mm. Es herrschen Westwindströmungen vor, wobei auch Wind aus Richtung Südosten einen bedeutenden Anteil am regionalen Klima hat. Die Vegetationsperiode weist eine Länge zwischen 195 und 205 Tagen auf.

### Naturschutzgebiete
- Nationalpark Kampinos (Kampinoski Park Narodowy)
- Landschaftsschutzpark Gostynin-Włocławek (Gostynińsko-Włocławski Park Krajobrazowy)
- Bolimowski Park Krajobrazowy
- Brudzeński Park Krajobrazowy
- Chojnowski Park Krajobrazowy
- Górznieńsko-Lidzbarski Park Krajobrazowy
- Kozienicki Park Krajobrazowy
- Mazowiecki Park Krajobrazowy im. Czesława Łaszka
- Nadbużański Park Krajobrazowy
- Park Krajobrazowy Podlaski Przełom Bugu

### Nachbarwoiwodschaften
| Woiwodschaft Kujawien-Pommern | Woiwodschaft Ermland-Masuren | Woiwodschaft Podlachien |
| Woiwodschaft Łódź             |                              |                         |
|                               | Woiwodschaft Heiligkreuz     | Woiwodschaft Lublin     |

## Bevölkerung

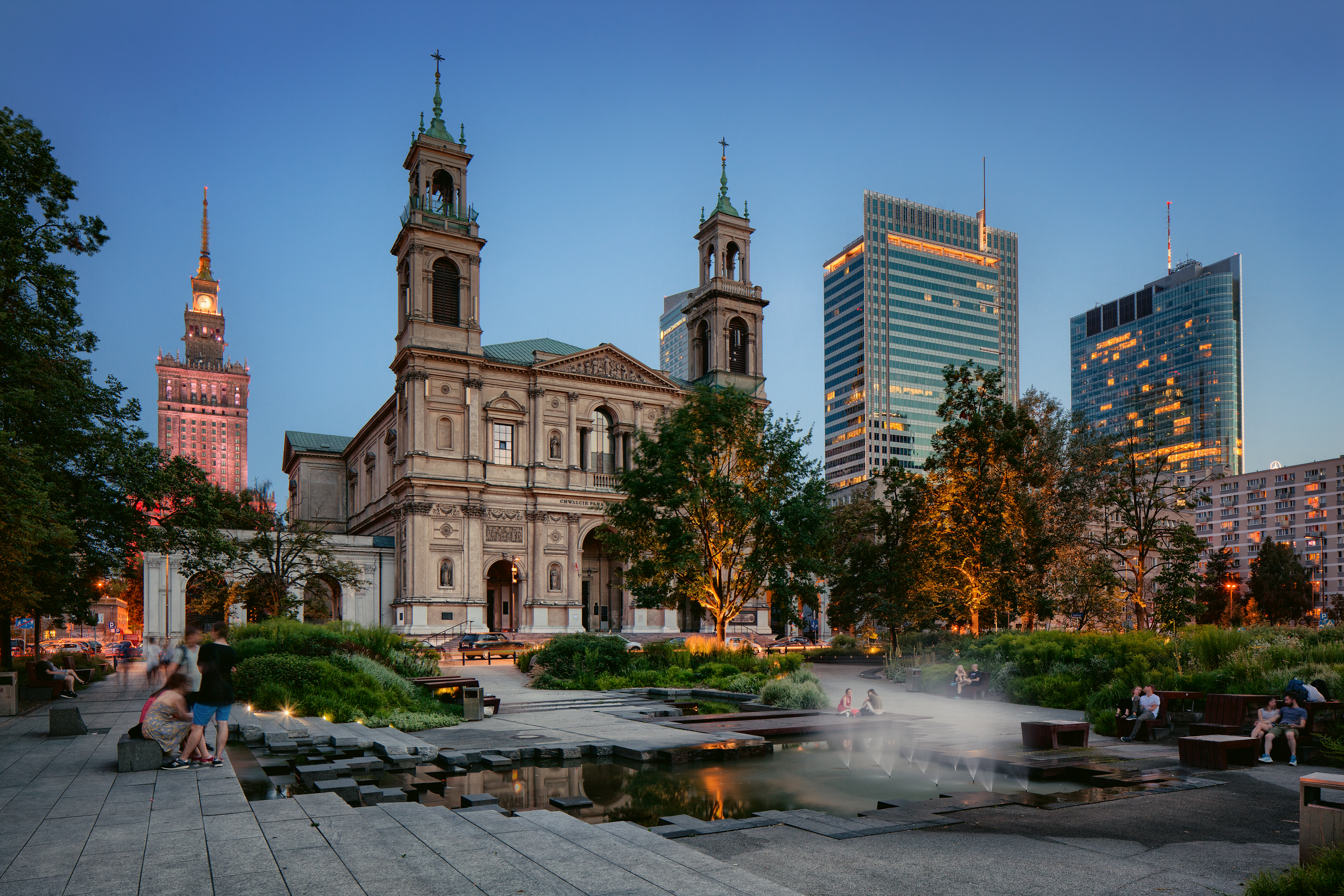
Warschau

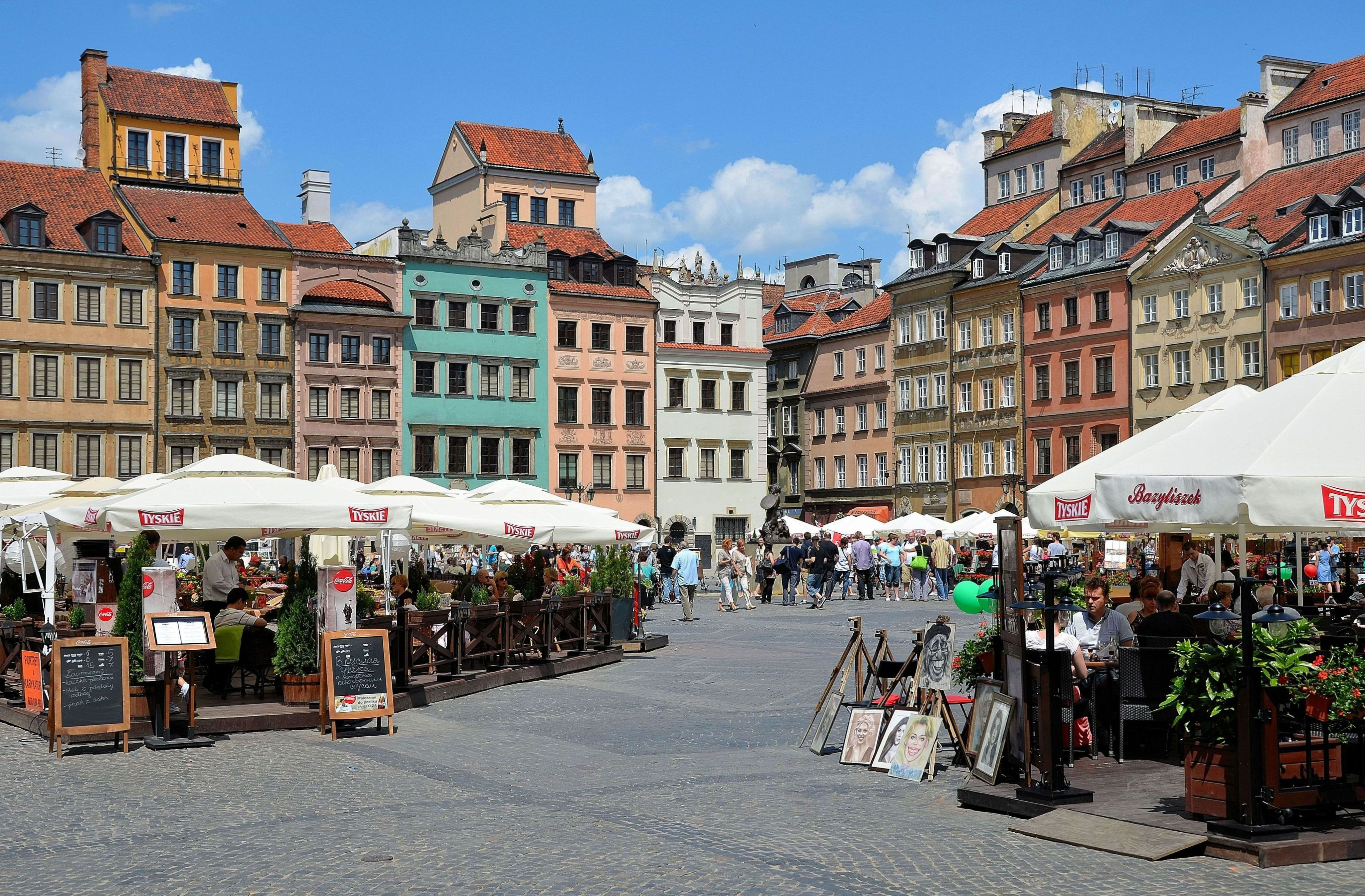
Warschauer Altstadt

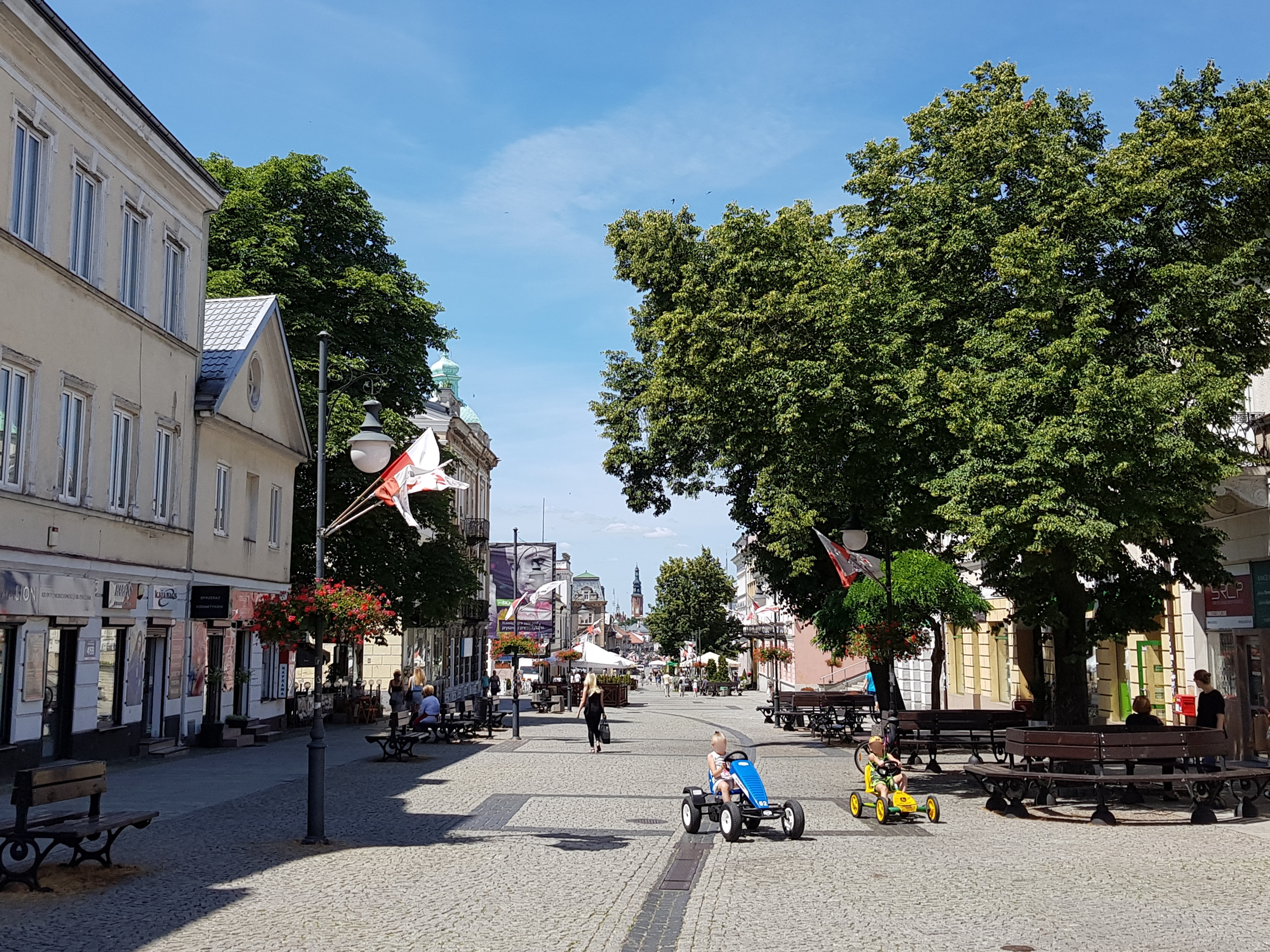
Radom

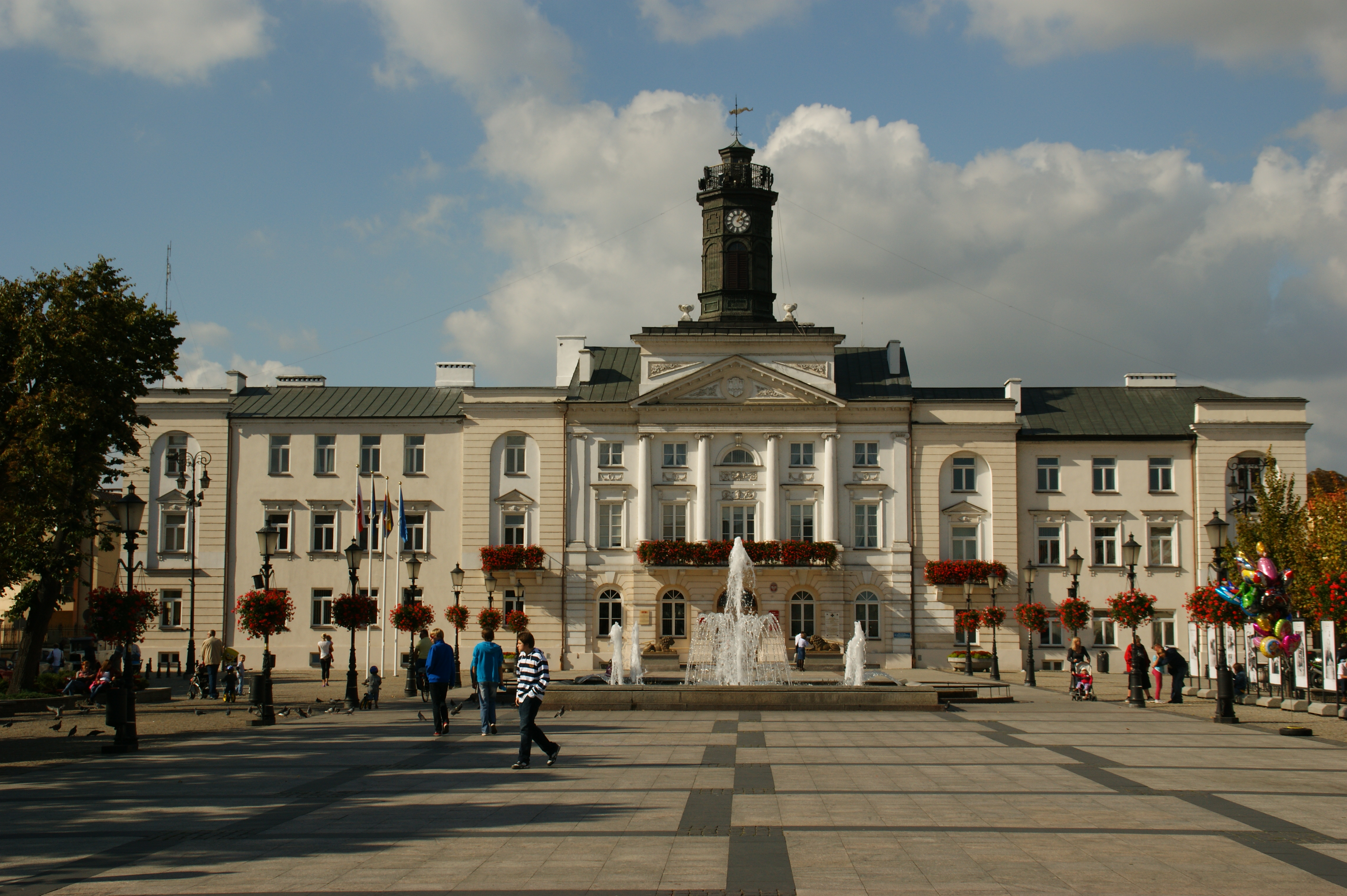
Płock

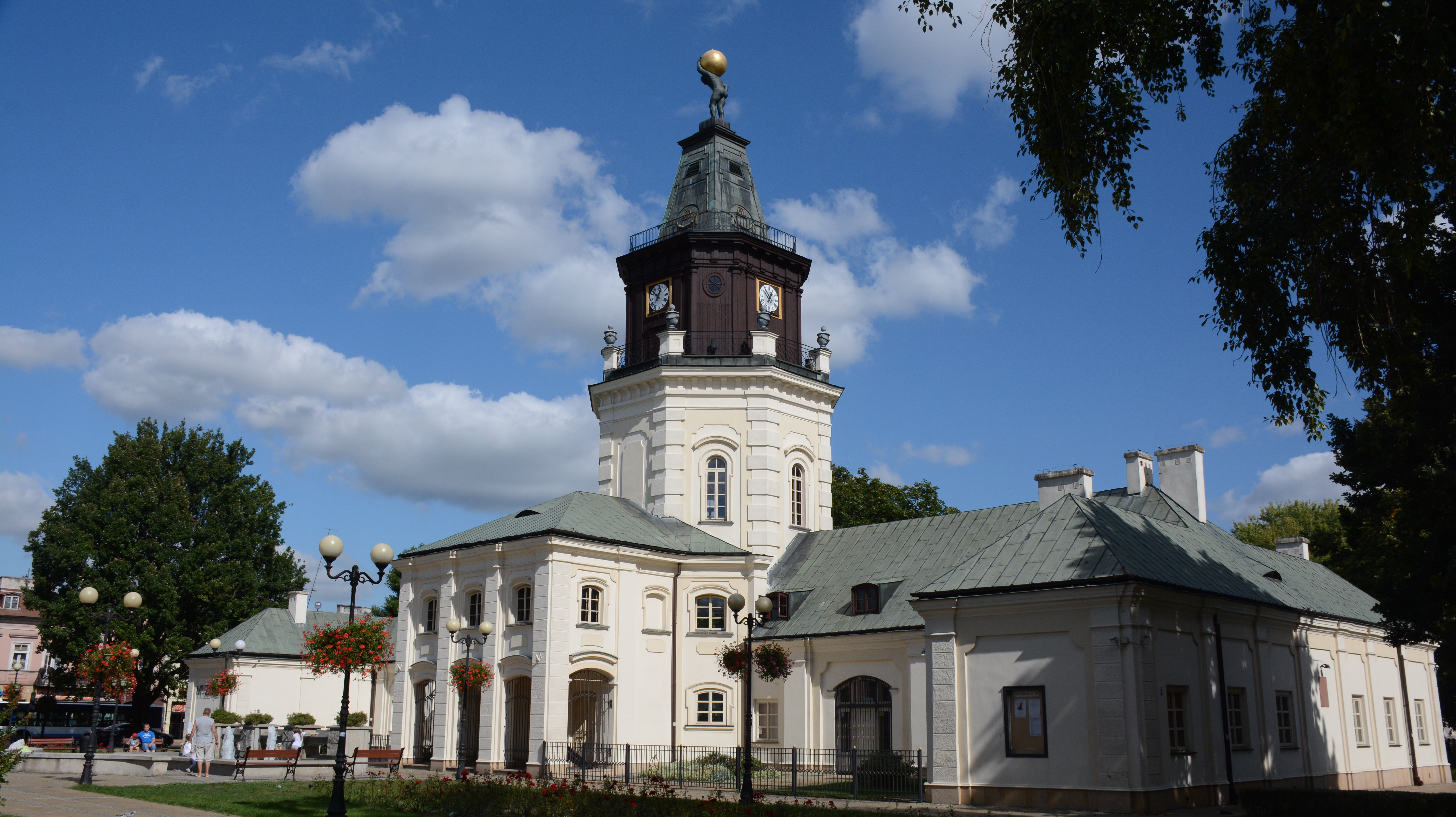
Siedlce

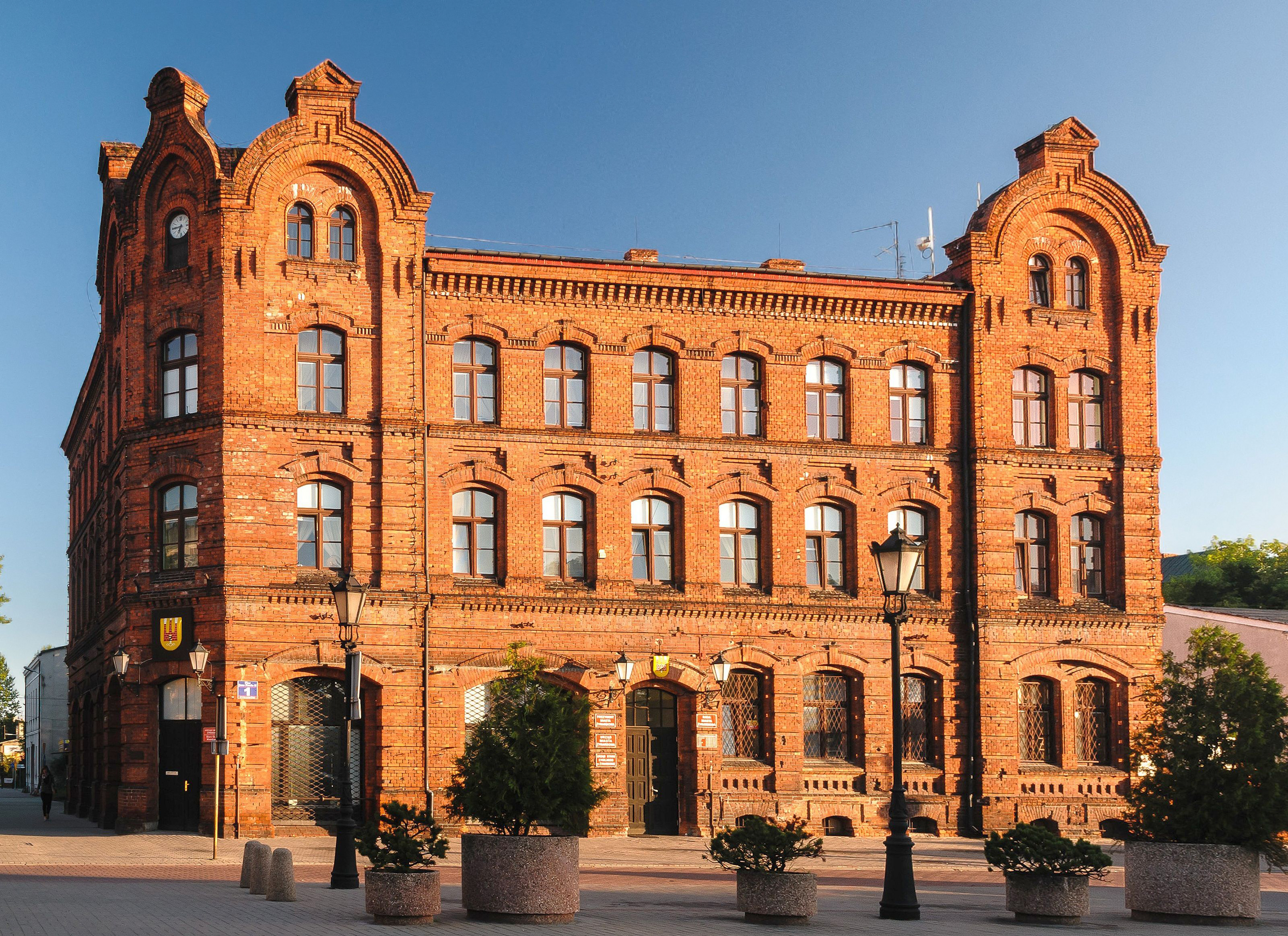
Żyrardów

Am 31. Dezember 2019 waren 5.423.168 Einwohner in der Woiwodschaft Masowien gemeldet, davon sind 2.595.023 Männer (47,85 %) und 2.828.145 Frauen (52,15 %). 65 Prozent der Bevölkerung lebt in Städten.

### Bevölkerungsentwicklung
Die Bevölkerungszahl befindet sich im stetigen Wachstum. Zwischen 1995 und 2019 hatte Masowien einen Bevölkerungszuwachs von über 360.000 Personen zu verzeichnen.
| Jahr | Einwohnerzahl |
| ---- | ------------- |
| 1995 | 5.060.091     |
| 2000 | 5.115.010     |
| 2005 | 5.157.729     |
| 2010 | 5.242.911     |
| 2015 | 5.349.114     |
| 2019 | 5.423.168     |

### Lebenserwartung
Im Jahr 2019 betrug die durchschnittliche Lebenserwartung in der Woiwodschaft Masowien bei Männern 74,3 Jahre und bei Frauen 82,1 Jahre.

### Größte Städte
Die Hauptstadt Warschau ist mit rund 1,8 Millionen Einwohnern die mit Abstand größte Stadt Polens. Insgesamt gibt es in der Woiwodschaft Masowien 89 Städte, von denen 25 die Einwohnerzahl von 20.000 überschreiten.
| Stadt                | Powiat (Landkreis)   | Einwohner 31. Dezember 2020 |
| -------------------- | -------------------- | --------------------------- |
| Warschau             | kreisfrei            | 1.794.166                   |
| Radom                | kreisfrei            | 209.296                     |
| Płock                | kreisfrei            | 118.268                     |
| Siedlce              | kreisfrei            | 77.813                      |
| Pruszków             | Pruszków             | 62.623                      |
| Legionowo            | Legionowo            | 53.529                      |
| Ostrołęka            | kreisfrei            | 51.656                      |
| Piaseczno            | Piaseczno            | 48.670                      |
| Otwock               | Otwock               | 44.317                      |
| Ciechanów            | Ciechanów            | 43.883                      |
| Mińsk Mazowiecki     | Mińsk Mazowiecki     | 40.916                      |
| Żyrardów             | Żyrardów             | 39.550                      |
| Ząbki                | Wołomin              | 38.546                      |
| Wołomin              | Wołomin              | 36.848                      |
| Sochaczew            | Sochaczew            | 35.891                      |
| Marki                | Wołomin              | 36.816                      |
| Grodzisk Mazowiecki  | Grodzisk Mazowiecki  | 32.452                      |
| Mława                | Mława                | 31.129                      |
| Nowy Dwór Mazowiecki | Nowy Dwór Mazowiecki | 28.691                      |
| Wyszków              | Wyszków              | 26.980                      |
| Kobyłka              | Wołomin              | 25.149                      |
| Piastów              | Pruszków             | 22.559                      |
| Ostrów Mazowiecka    | Ostrów Mazowiecka    | 22.216                      |
| Płońsk               | Płońsk               | 21.924                      |
| Józefów              | Otwock               | 20.741                      |

Siehe auch: Liste der Städte in der Woiwodschaft Masowien

## Wirtschaft

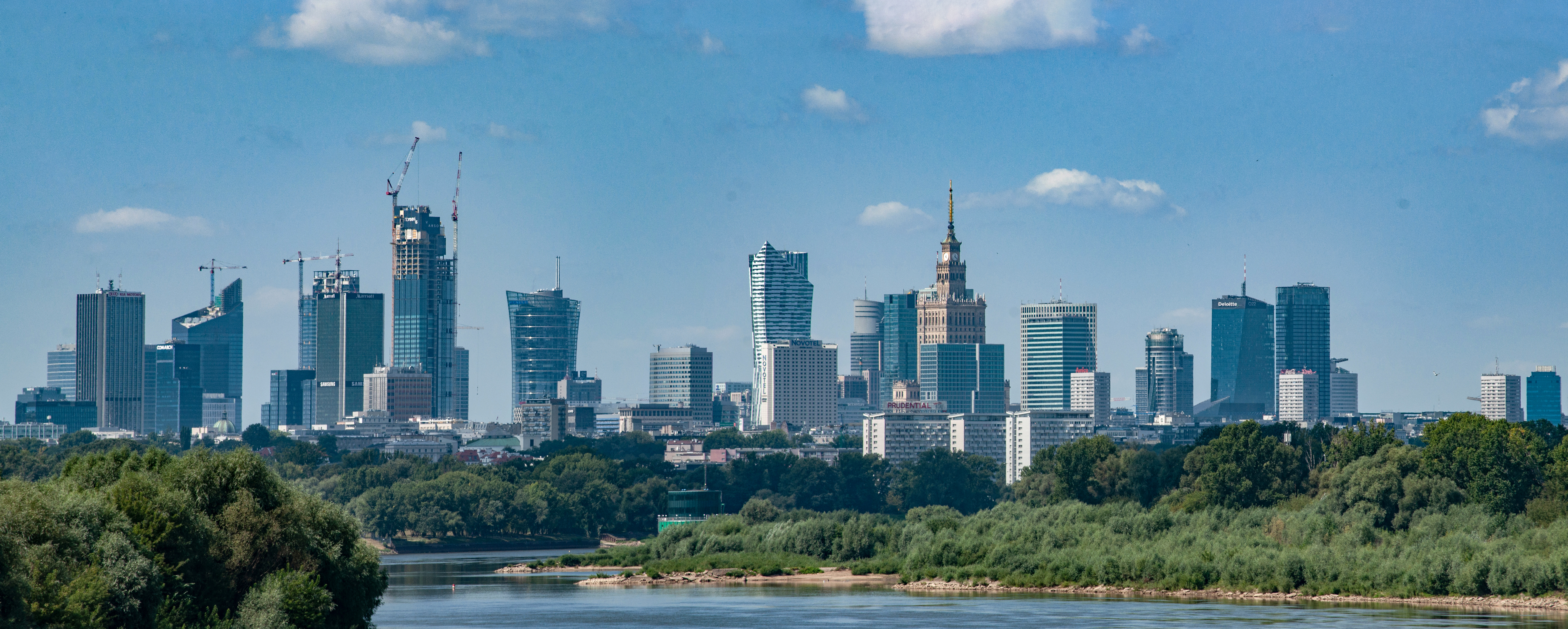
Skyline von Warschau

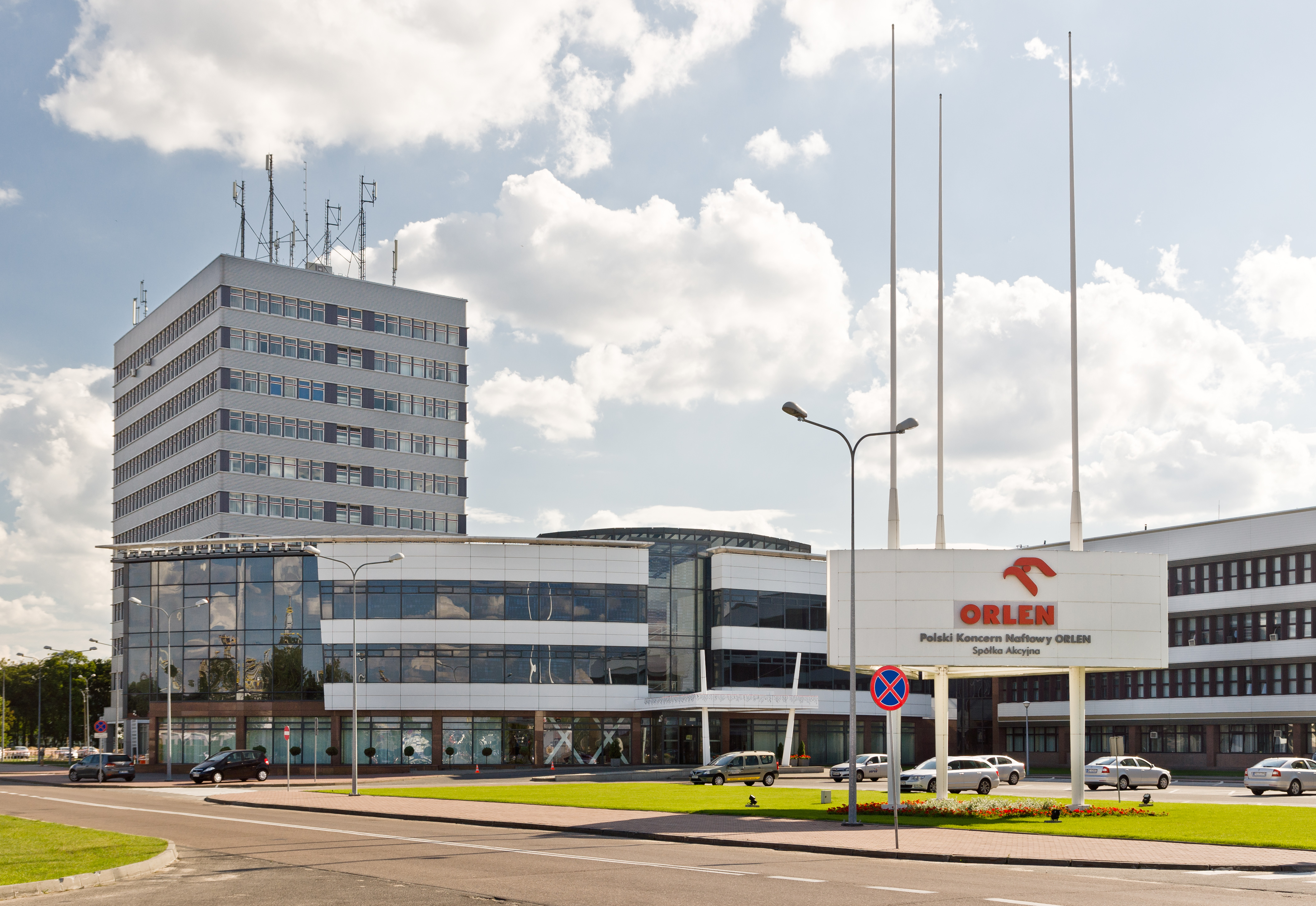
Hauptsitz des Konzerns Orlen

Masowien ist die wohlhabendste Region in Polen. Insgesamt beträgt das Bruttoinlandsprodukt 2018 über 112,2 Milliarden Euro, was gut ein Fünftel der Wirtschaftsleistung des gesamten Landes ist.
Die Hauptstadt Warschau ist einerseits durch einen sehr starken Dienstleistungssektor geprägt, insbesondere im Finanzsektor (u. a. die Warschauer Wertpapierbörse), Handel und Bildungswesen, andererseits aber auch durch zahlreiche Industriebetriebe. Hierbei spielen die Pharmaindustrie, die Lebensmittelherstellung und die Stahlindustrie die wichtigste Rolle. Darüber hinaus sind der Forschungs- und Entwicklungssektor sowie die Startup-Branche im Wachstum begriffen. Der zweite wichtige Wirtschaftsstandort Masowiens ist das im Nordwesten der Woiwodschaft gelegene Płock mit dem Hauptsitz des polnischen Mineralölkonzerns und zugleich größten mittelosteuropäischen Unternehmens PKN Orlen. Außerdem von Bedeutung sind die Städte Radom als Standort der Rüstungsindustrie und Siedlce als Hauptsitz des Bauunternehmens Polimex Mostostal. Das Kraftwerk Kozienice ist das zweitgrößte Kohlekraftwerk in Polen.
Im Vergleich mit dem BIP der EU ausgedrückt in Kaufkraftstandards erreichte die Woiwodschaft 2018 einen Index von 114 (EU-27 = 100), bezogen auf den Wert pro Erwerbstätigem erreichte Masowien hingegen einen Index von 111 (EU-27 = 100). Dies ist vor allem der wirtschaftlich sehr starken Region um Warschau herum zu verdanken, in welcher der BIP-Index im EU-Vergleich 2018 bei 156 liegt. Die anderen Regionen der Woiwodschaft sind überwiegend ländlich geprägt und erreichen einen Wert von 60, was unter dem polnischen Landesdurchschnitt liegt.
Mit einem Wert von 0,931 erreicht Masowien Platz 1 unter den 16 Woiwodschaften Polens im Index der menschlichen Entwicklung.

### Arbeitsmarkt
Die Arbeitslosenquote lag 2005 bei 14,8 % und sank bis zum April 2016 auf 8,2 Prozent. Bis Juli 2020 erfolgte ein weiterer Rückgang auf 5,1 %. Die Unterschiede innerhalb der Woiwodschaft Masowien sind jedoch groß: Während im Großraum Warschau nahezu Vollbeschäftigung herrscht (Arbeitslosenquote bei 2 %), beträgt die Arbeitslosenquote im Landkreis Szydłowiec 24,5 %.

## Infrastruktur

### Straße

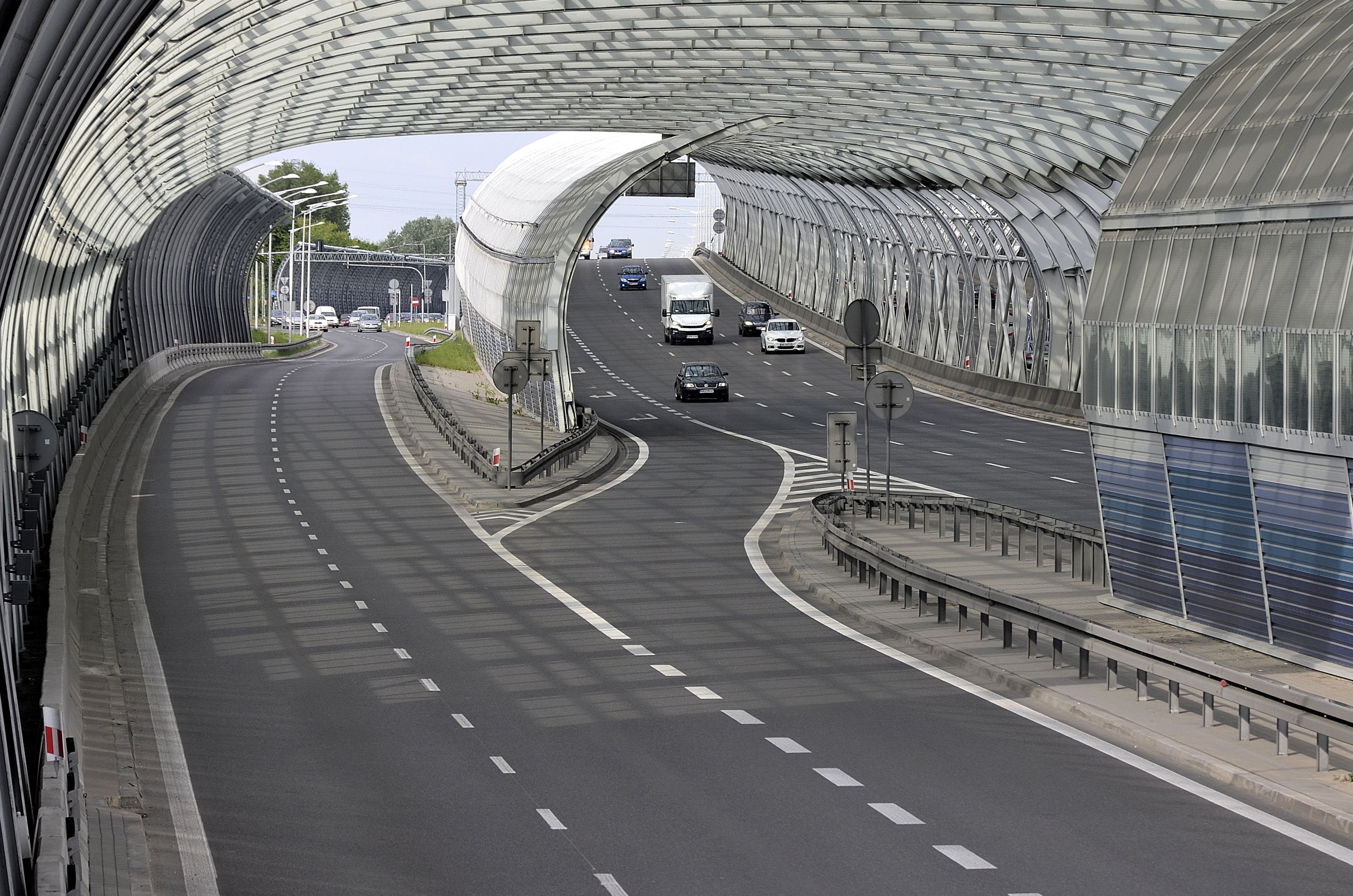
Schnellstraße S8 innerhalb der Stadtgrenzen von Warschau

In der Region Warschau kreuzen sich zahlreiche wichtige Verkehrsverbindungen von nationaler und internationaler Bedeutung:
- In Ost-West-Richtung verläuft hier die Europastraße 30 (polnische Autobahn A2), die von Berlin und Poznań kommend den Großraum Warschau ostwärts mit Siedlce verbindet und weiter über Brest und Minsk nach Moskau führt.
- Von Südwesten nach Nordosten durchquert die Europastraße 67 oder (polnische Schnellstraße S8) die Woiwodschaft und verbindet Warschau hier einerseits mit Wrocław und Prag und andererseits mit Białystok und dem Baltikum, weshalb diese Route auch den Namen Via Baltica trägt.
- Außerdem bildet die Europastraße 77 (polnische Schnellstraße S7) die wichtigste Nord-Süd-Verbindung Masowiens, die die zwei größten Städte Polens, Warschau und Krakau verbindet und nordwärts nach Gdańsk führt.
- Ferner beginnt in Warschau die Europastraße 372 (polnische Schnellstraße S17), die in Richtung Südosten nach Lublin und weiter nach Lwiw in die Ukraine führt.

Weitere wichtige Straßenverbindungen in der Region sind:
- Landesstraße 9: Radom – Tarnobrzeg – Rzeszów
- Landesstraße 10: Płońsk – Toruń – Bydgoszcz – Szczecin
- Landesstraße 12: Łęknica – Piotrków Trybunalski – Radom – Lublin
- Landesstraße 50: Ciechanów – Płońsk – Sochaczew – Żyrardów – Góra Kalwaria – Mińsk Mazowiecki – Ostrów Mazowiecka
- Landesstraße 53: Ostrołęka – Szczytno – Olsztyn
- Landesstraße 60: Ostrów Mazowiecka – Ciechanów – Płock – Kutno
- Landesstraße 61: Warschau – Legionowo – Ostrołęka – Augustów
- Landesstraße 79: Warschau – Góra Kalwaria – Sandomierz – Kraków

Das befestigte Straßennetz der Region hatte im Jahr 2019 eine Gesamtlänge von rund 39.212 Kilometern, davon entfielen 345 Kilometer auf Schnellstraßen und 66 Kilometer auf Autobahnen.
Darüber hinaus existierten in der Woiwodschaft Masowien im Jahr 2019 ausgebaute Radwege auf einer Länge von 2.342 Kilometern.

### Eisenbahn
Das Eisenbahnnetz der Region hatte im Jahr 2019 eine Gesamtlänge von insgesamt 1.723 Kilometern, wovon 1.386 Kilometer elektrifiziert sind.

### Luftfahrt
- Flughafen Warschau-Okęcie (Chopin-Flughafen Warschau): War 2019 mit knapp 19 Millionen Passagieren der mit Abstand größte und wichtigste internationale Flughafen Polens
- Flughafen Warschau-Modlin: Wurde 2012 neu eröffnet und zählte 2019 rund 3,1 Millionen Passagiere
- Flughafen Warschau-Radom: Derzeit außer nur von der polnischen Armee genutzt, kein Passagierverkehr seit 2017, ggf. zukünftige Nutzung für Charterflüge
- Zentralflughafen (Centralny Port Komunikacyjny): Geplanter Flughafen der in den Jahren 2027–28 in Betrieb gehen soll